# Фамилно име
Фамилното име (или просто фамилия) е част от пълното име, обозначаващо фамилията, също племето или общността, в зависимост от културата, на дадена личност. В зависимост от културата, всички членове на дадено семейство могат да имат едни и същи фамилни имена или да се различават.
В България, както и в много англоговорещи страни, фамилното име се поставя в края на пълното име на човек. Все пак, в много части от Азия, Европа и Африка фамилното име се поставя пред личното име. В много испаноговорещи и португалоговорещи страни присъстват две фамилни имена, а в някои семейства дори три или повече (често за претендиране на благородническа кръв в семейството).
Фамилните имена не са съществували винаги и не се срещат във всички култури. Традицията се поражда поотделно в различните култури по света. В Европа идеята за фамилно име става популярна по времето на Римската империя и се разширява към Средиземноморието и Западна Европа. През Средновековието тази практика замира, докато германски, персийски и други влияния я изместват. В късното Средновековие фамилните имена се появяват отново под формата на епитети (описващи занаята на дадения индивид или местоживеенето му), които постепенно еволюират до днешните фамилни имена. В Китай фамилни имена се използват от поне 2 век пр. н. е.
Фамилното име обикновено е част от пълното име на човек и се предава на децата от единия или от двамата родители. Употребата на фамилни имена в днешно време е широко разпространена по света, като всяка култура има свои собствени правила за това как се образуват, предават и използват тези имена. Въпреки това, обичаят да се дават както лично име, така и фамилно име, съвсем не е универсален. В много култури е често срещано хората да имат само едно име (мононим). В повечето славянски държави (както и в Гърция, Литва и Латвия) съществуват различни форми на фамилното име в зависимост от пола на човека. Фамилното име се наследява главно от новородено или при приемането на общо фамилно име при брак.
Правилата за фамилните имена се различават по света. В много европейски страни по традиция жената приема фамилното име на мъжа си при брак, а децата приемат пак неговото фамилно име. Ако бащата не е известен или се отказва от бащинството си, новороденото дете приема фамилното име на майка си. През последните години се наблюдава тенденция към равнопоставеност при фамилните имена, като от жените вече не се очаква автоматично да приемат фамилното име на съпруга си.
Често срещано е жените в развлекателната индустрия да запазват моминското си име, след като се омъжат, особено ако са станали известни преди да сключат брак. Същото важи и за жени, които са станали известни по време на предходен брак.
В някои култури фамилните имена се използват от децата при обръщение към възрастен, но също и когато става дума за някой с авторитет или във формална обстановка и често с титла отпред (г-н, г-жа, д-р и т.н.).

## В България
В България, фамилното име обикновено се образува подобно на патронима, чрез окончание -ов/-ев, -ова/-ева, и в по-редки случаи -ски/-ска, съответно за мъжете и за жените. Най-разпространените фамилни имена са: Иванов/Иванова, Георгиев/Георгиева и Димитров/Димитрова.